# Blue Savannah
«Blue Savannah» es el decimotercer disco sencillo publicado del grupo inglés de música electrónica Erasure, lanzado en 1990.

## Descripción
Blue Savannah fue el tercer sencillo del álbum Wild!. Este sencillo llegó al puesto número 3 en el ranking británico y al número 13 en Alemania. Su video tuvo alta rotación y fue innovativo, donde a medida que transcurría el mismo Vince Clarke y Andy Bell eran pintados de azul.

Blue Savannah fue premiada con el Ivor Novello Awards como mejor interpretación de 1990.

El grupo mexicano Sentidos Opuestos usó la base de Blue Savannah para su canción Escríbeme en el cielo.

## Lista de temas
| CD Sencillo (CDMUTE109) / (INT 826.928) 1. «Blue Savannah» (Mark Saunders Mix) 6:55 2. «Runaround On The Underground» 3:25 3. «No G.D.M.» 4:07 CD Sencillo (LCDMUTE109) / (INT 826.929) 1. «Blue Savannah» (Der Deutsche Mix I) 7:06 2. «Blue Savannah» (Der Deutsche Mix II) 6:14 3. «Runaround On The Underground» (12″ Mix) 6:38 CD Sencillo (Sire 21428-2) 1. «Blue Savannah» (Versión sencillo) 3:51 2. «Blue Savannah» (Der Deutsche Mix I) 7:06 3. «Blue Savannah» (Der Deutsche Mix II) 6:14 4. «Runaround On The Underground» (12″ Mix) 6:38 5. «Blue Savannah» (Mark Saunders Mix) 6:55 6. «Supernature» (William Orbit's Mix) 6:59 7. «No G. D. M.» (Zeuss B. Held Mix) 4:24 12″ Vinilo Sencillo (12MUTE109) / (INT 126.928) 1. «Blue Savannah» (Mark Saunders Mix) 6:55 2. «Runaround On The Underground» 3:25 3. «No G.D.M.» 4:07 12″ Vinilo Sencillo (L12MUTE109) / (INT 126.929) 1. «Blue Savannah» (Der Deutsche Mix II) 6:14 2. «No G.D.M.» (Unfinished Mix) 4:24 3. «Runaround On The Underground» (12″ Mix) 6:38 12″ Vinilo Sencillo (XL12MUTE109) - A. «Blue Savannah» (Der Deutsche Mix II) 6:14 - B. «Blue Savannah» (Der Deutsche Mix I) 7:06 | 12″ Vinilo (Sire 21428-0) 1. «Blue Savannah» (Der Deutsche Mix I) 7:06 2. «Blue Savannah» (Der Deutsche Mix II) 6:14 3. «Runaround On The Underground» (12″ Mix) 6:38 4. «Blue Savannah» (Mark Saunders Mix) 6:55 5. «Supernature» (William Orbit's Mix) 6:59 6. «No G. D. M.» (Zeuss B. Held Mix) 4:24 7″ Vinilo Sencillo (MUTE109) / (INT 111.878) - A. «Blue Savannah» (Sencillo Mix) 4:20 - B. «Runaround On The Underground» 3:20 Casete (CMUTE109) - A. «Blue Savannah» (Sencillo Mix) 4:20 - B. «Runaround On The Underground» 3:20 Casete (Sire 922721-4) - A. «Blue Savannah» (7″ Edit) 3:45 - B. «91 Steps» 5:33 Casete (Sire 21428-4) 1. «Blue Savannah» (Der Deutsche Mix I) 7:06 2. «Blue Savannah» (Der Deutsche Mix II) 6:14 3. «Runaround On The Underground» (12″ Mix) 6:38 4. «Blue Savannah» (Mark Saunders Mix) 6:55 5. «Supernature» (William Orbit's Mix) 6:59 6. «No G. D. M.» (Zeuss B. Held Mix) 4:24 |

## Créditos
Runaround On The Underground es uno de los lados B de este sencillo, escrito por (Clarke/Bell). No G.D.M. es una versión de un tema escrito por Gina Kikoine de la banda de electropop alemana Gina X Performance.

## Video
El video musical de Blue Savannah, dirigido por Kevin Godley, muestra una mano azul, como si estuviera volando hasta encontrarse con Andy y Vince a quienes pinta de azul.

## Blue Savannah EP 2020
Blue Savannah es el decimotercer EP de Erasure. Para el Record Store Day 2020, Erasure editó un ep en vinilo de Blue Savannah, que contiene varios remixes, entre ellos uno nuevo, remezclado por Vince Clarke y los lados B que acompañaron la edición original.
| Vinilo Lado A 1.Blue Savannah (Vince Clarke Remix) 2.Runaround On The Underground 3.Blue Savannah (Mark Saunders 12″ Remix) 4.Blue Savannah (Blue Dub) Lado AA 1.Blue Savannah (Out Of The Blue Mix) 2.NO G.D.M 3.Blue Savannah (Der Deutsche Mix I) 4.Blue Savannah (Remix/Edit) |

### Otras versiones
En 1992 la banda sueca Webstrarna hizo una versión en su EP tributo Erasure-Esque.